# Рокфорд (город, Миннесота)
Рокфорд (англ. Rockford) — город в округах Райт, Хеннепин, штат Миннесота, США. На площади 4,6 км² (4,5 км² — суша, 0,2 км² — вода), согласно переписи 2002 года, проживают 3484 человека. Плотность населения составляет 780,4 чел./км².
- Телефонный код города — 763
- Почтовый индекс — 55373
- FIPS-код города — 27-55006[2]
- GNIS-идентификатор — 0650206[3]